# I. C. Brătianu
I.C. Brătianu è un comune della Romania di 1 224 abitanti, ubicato nel distretto di Tulcea, nella regione storica della Dobrugia. 
Il toponimo è stato dato al comune in onore dell'uomo politico Ion C. Brătianu (1821-1891), più volte Primo ministro e membro del Governo romeno.